# 一柳末延
一柳 末延（ひとつやなぎ すえのぶ）は、江戸時代後期の大名。播磨国小野藩9代藩主。官位は従五位下土佐守。

## 略歴
8代藩主・一柳末周の長男として江戸にて誕生。
天保2年（1831年）11月23日、父が病気を理由に隠居したため跡を継いだ。しかし天保4年（1833年）には加古川で世直し一揆が起こるなどの災難に遭う。天保7年（1836年）には国学者の大国隆正を招聘して藩校・帰正館を創設した。
安政2年（1855年）3月27日、小野にて死去し、跡を長男・末彦が継いだ。墓所は小野市垂井町の光明寺。

## 系譜
- 父：一柳末周（1791-1853）
- 母：藤堂高嶷の娘
- 正室：タカ - 秋月種任の娘
- 生母不明の子女
  - 長男：一柳末彦（1843-1881）
  - 女子：高木正坦正室 - のち朽木之綱正室、のち斯波喜氏室
  - 女子：青木某室